# You Can't Stop Rock 'n' Roll
You Can't Stop Rock 'n' Roll es el segundo álbum de estudio de la banda de heavy metal estadounidense Twisted Sister, publicado el 27 de junio de 1983 por Atlantic Records.
Las canciones "The Kids Are Back", "I Am (I'm Me)" y "You Can't Stop Rock 'n' Roll" fueron seleccionadas como sencillos. El álbum logró la certificación de disco de oro en los Estados Unidos por vender cerca de 500.000 copias. El sitio web Metal Rules ubicó al álbum en su lista de los "100 mejores álbumes de Heavy Metal".

## Lista de canciones
Todas las canciones compuestas por Dee Snider.
1. "The Kids Are Back" – 3:16
2. "Like a Knife in the Back" – 3:03
3. "Ride to Live, Live to Ride" – 4:04
4. "I Am (I'm Me)" – 3:34
5. "The Power and the Glory" – 4:20
6. "We're Gonna Make It" – 3:44
7. "I've Had Enough" – 4:02
8. "I'll Take You Alive" – 3:08
9. "You're Not Alone (Suzette's Song)" – 4:02
10. "You Can't Stop Rock 'n' Roll" – 4:40

### Sencillos
1. "I Am (I'm Me)"
2. "The Kids Are Back"
3. "You Can't Stop Rock 'n' Roll"
4. "We're Gonna Make It"

### Pistas adicionales en reedición
1. "One Man Woman"
2. "Four Barrel Heart of Love"
3. "Feel the Power "

## Créditos
- Dee Snider - voz
- Jay Jay French - guitarra rítmica y coros
- Eddie Ojeda - guitarra
- Mark Mendoza - bajo
- A. J. Pero - batería

## Listas de éxitos

### Álbum
| Año  | Lista                          | Posición |
| ---- | ------------------------------ | -------- |
| 1983 | UK Albums Chart                | 14       |
| 1983 | Billboard 200 (Estados Unidos) | 164      |

### Sencillos
| Año  | Sencillo                       | Lista            | Posición |
| ---- | ------------------------------ | ---------------- | -------- |
| 1983 | "I Am (I'm Me)"                | UK Singles Chart | 18       |
| 1983 | "The Kids Are Back"            | UK Singles Chart | 32       |
| 1983 | "You Can't Stop Rock 'n' Roll" | UK Singles Chart | 43       |

## Certificaciones
| País    | Organización | Año  | Ventas          |
| EE. UU. | RIAA         | 1995 | Oro (+ 500,000) |